# 邦高忠二
邦高 忠二（くにたか ちゅうじ、1926年 - 2015年）は、日本のアメリカ文学者、翻訳家。明治大学名誉教授。

## 略歴
広島県生まれ。東京大学文学部卒業、専修大学助教授から、のち明治大学商学部教授を務め、定年後名誉教授。
現代アメリカ文学の翻訳を行うほか、大江健三郎などに関する評論も書いた。
特にアイザック・バシェヴィス・シンガーを始めとするイディッシュ文学を翻訳、評論した。

## 翻訳
- 『魔法の樽』（バーナード・マラマッド、荒地出版社） 1968
- 『ダッチマン奴隷』（リロイ・ジョーンズ、晶文社） 1969
- 『ハノイで考えたこと』（スーザン・ソンタグ、晶文社） 1969
- 『なぜぼくらはヴェトナムへ行くのか?』（ノーマン・メイラー、早川書房、ノーマン・メイラー選集） 1970
- 『緑色革命』（チャールズ・A・ライク、早川書房） 1971、のち文庫
- 『短かい金曜日』（アイザック・B・シンガー、晶文社） 1971
- 『選ばれしもの』（ハイム・ポトク、早川書房） 1971
- 『詩人ユースティス・チザムの仲間』（ジェイムズ・パーディ、新潮社） 1972
- 『戦争の嵐』（ハーマン・ウォーク、早川書房） 1974、のち文庫
- 『“緑色革命"前後』（チャールズ・A・ライク、早川書房） 1977
- 『ラグタイム』（E・L・ドクトロウ、早川書房） 1977、のち文庫
- 『口に出せない習慣、奇妙な行為』（ドナルド・バーセルミ、山崎勉共訳、サンリオSF文庫） 1979
- 『愛のイエントル』（アイザック・B・シンガー、晶文社） 1984
- 『野うさぎ』（R・バーコヴィチ、岩波書店、岩波現代選書） 1984
- 『戦争の絵物語』（ドナルド・バーセルミ、集英社、集英社ギャラリー、世界の文学） 1989
- 『アメリカ合衆国とユダヤ人の出会い』（リー・J・レヴィンジャー、稲田武彦共訳、創樹社、ユダヤ・イディッシュ基本叢書） 1997
- 『カバラー 今日の世界のための序説と解明』（チャールス・ポンセ、創樹社、ユダヤ・イディッシュ基本叢書） 2001